# Alians
Alians est un ordre chiite, similaire au soufisme Mevlevi, qui se situe dans plusieurs régions de la Bulgarie.